# Della And
Della And er en figur i Disneys tegneserier. Hun er datter af Hortensia von And og Rapmus And, født i 1920. Hendes tvillingebror er Anders And. Hun er mor til Rip, Rap og Rup And og hendes mand er bror til Andersine And hvilket gør hende til Andersines svigerinde.